# جي. إدوارد باري
جي. إدوارد باري هو سياسي أمريكي، ولد في 1874، وتوفي في 1932. انتخب عضو مجلس نواب ماساتشوستس ‏.